# 위대한 계약: 파주, 책, 도시
위대한 계약: 파주, 책, 도시(Great Contract: Paju, Book, City)는 한국에서 제작된 김종신 감독의 2020년 다큐멘터리 영화이다. 김언호 등이 주연으로 출연하였다.

## 출연

### 주연
- 김언호
- 김영준
- 민현식
- 승효상
- 이건복
- 이기웅
- 이은